# ژودیت گدرش
ژودیت گُدرِش (به فرانسوی: Judith Godrèche) (زاده ۲۳ مارس ۱۹۷۲) بازیگر فرانسوی است. از فیلم‌های معروف او می‌توان به آن زن گفت، مردی با نقاب آهنین، شن‌های روان و تمسخر اشاره کرد.